# Diaphorocellus albooculatus
Diaphorocellus albooculatus là một loài nhện trong họ Palpimanidae. Loài này được phát hiện ở Namibië.